# Dimethylfumaraat
Dimethylfumaraat is de dimethylester van fumaarzuur.

## Toepassingen
Esters van fumaarzuur, met name dimethylfumaraat en monoethylfumaraat, worden gebruikt bij de behandeling van psoriasis. Het zijn prodrugs van fumaarzuur, dat wil zeggen dat ze na absorptie in het lichaam snel omgezet worden in de werkzame stof fumaarzuur. Omdat fumaarzuur zelf slecht geabsorbeerd wordt, zijn het de beter absorbeerbare esters die bij de behandeling gebruikt worden.
Dimethylfumaraat wordt ook gebruikt om schimmelvorming tegen te gaan.
De Europese verordening (EU) nr.  412/2012 van 15 mei 2012 stelt dat Dimethylfumaraat (DMF) niet gebruikt en/of op de markt gebracht mag worden in artikelen of delen hiervan met een concentratie van meer dan 0,1 mg/kg. Het als biocide tegen schimmelaantasting gebruikte DMF (CAS nr. 624-49-7) geldt als sterke contactallergie en kan reeds in geringe concentraties tot heftige allergische reacties leiden. Binnen de EU is het gebruik van DMF voor de productie van consumptiegoederen reeds door de biocide richtlijn 98/8/EG verboden en mag daarom bij producten uit Europese fabrieken niet aangetroffen worden.

## Registratie bij multiple sclerose
De firma Biogen heeft in principe toestemming van de FDA en het EMA om de stof in de handel te brengen voor de behandeling van multiple sclerose. Op 21 maart 2013 volgde de definitieve Europese goedkeuring van het merkgeneesmiddel Tecfidera.
Op 17 januari 2017 tekende Biogen een overeenkomst met Forward Pharma A/S een licentieovereenkomst voor het gebruik van 480 mg demethylfumaraat (DMF), de actieve stof in het product Tecfidera. Hiervoor wordt 1,25 miljard dollar in contanten betaald, plus royalty's. Het dispuut betrof USA octrooiaanvragen nr. 8399514 van Biogen en nr. 11576871 van Forward Pharma.
Na het verlopen van het octrooi op 3 februari 2025 in Nederland, deed de fabrikant tevergeefs een beroep op het patentrecht. De firma moest de succesvolle opponenten bovendien 550.000 euro aan juridische kosten vergoeden.

## Waarschuwing na registratie
De FDA waarschuwde op 25 november 2014 dat een patiënt progressieve multifocale leukencefalopathie (PML) had ontwikkeld tijdens gebruik van dimethylfumaraat en was overleden. In december 2014 liet EMA de firma Biogen een brief schrijven inzake het risico op lymfopenie en PML.

## Toxicologie en veiligheid
Dimethylfumaraat is niet opgenomen in de lijst van gevaarlijke stoffen van Richtlijn 67/548/EEG.
De stof blijkt reeds bij lage concentraties de huid te kunnen irriteren en overgevoelig te maken, met ernstige eczeem tot gevolg. Dit kwam aan het licht in 2006-7, toen in Finland en Groot-Brittannië een aantal mensen ernstige contactdermatitis kregen nadat ze een nieuwe zetel of sofa hadden aangeschaft, geproduceerd door de Chinese firma Linkwise. Daarin waren zakjes met dimethylfumaraat aangebracht, bedoeld tegen schimmelvorming tijdens transport en opslag. De stof zou verantwoordelijk zijn voor de allergische reacties. Ook in Frankrijk en België zijn dergelijke allergische reacties gemeld.
Naar aanleiding hiervan vaardigden Frankrijk, Spanje en België eind 2008 en begin 2009 voorschriften uit, bedoeld om producten of stoffen met dimethylfumaraat uit de handel te weren. De Europese Commissie nam dan op 17 maart 2009 een beschikking aan die bepaalt dat vanaf 1 mei 2009 geen producten die dimethylfumaraat bevatten meer in de handel of op de markt mogen gebracht worden. De stof wordt in deze beschikking gebruikt als biocide in meegeleverde zakjes om leren producten tegen schimmelvorming te beschermen.